# Гіршман Роман Михайлович

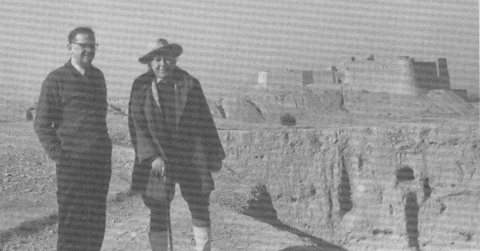
Річард Нельсон Фрай і Роман Гіршман, 1966, Шуш, Іран.

Роман Михайлович Гіршман (фр. Roman Ghirshman, 3 жовтня 1895, Харків — 5 вересня 1979, Будапешт) — французький археолог українського походження.

## Життєпис
Родом із заможної єврейської сім'ї, що жила в Харкові.
Не прийнявши жовтневий переворот, прилучився до білого руху, і після його поразки опинився в Стамбулі, де заробляв на життя грою на скрипці. Звідти Гіршман вирушив до Палестини, де жив у Кибуці біля Кесарії, чиї руїни привернули його увагу до археології. Потім переїхав до Парижа, де вивчав археологію та іноземні мови. Його цікавили стародавні руїни Ірану — Тепе-Гіян (поблизу Нахаванда, провінція Хамадан), Сіалк, Бішапур і Сузи, а також Баграм (в Афганістані).
Був піонером археологічних досліджень в Ірані, де провів майже 30 років свого життя і про які опублікував понад 300 статей і близько 20 книг. До найважливіших його досягнень належить реконструкція історії міста Сузи від часів перших людських поселень епохи пізнього палеоліту до закінчення бронзової доби (13 ст. до н. е.). Деякі з його досліджень, що присвячені Сузам, досі не опубліковані, однак на них спиралися в 1960-1970-х роках багато археологів — зокрема, Анрі Гаш (Henri Gashe).
Керував археологічною експедицією, що її направив Лувр, яка в 1930-х роках розкопала доісторичне селище Тепе-Сіалк. Дослідження, що присвячені місту Чога-Занбіль, опубліковані в 4 томах. Також керував розкопками на острові Харк, в Іван-Кархе, а також парфянських платформ в Масджеде Солейман поблизу Ізе в Хузестані.

## Праці
- 1938: Fouilles de Sialk, près de Kashan, Librairie Orientaliste Paul Geuthner, Paris (2 Bd.) (фр.)
- 1954: Iran, from the earliest times to the Islamic conquest, Penguin books
- 1970: Le Pazuzu et les fibules du Luristan, Impr. Catholique, Beyrouth
- 1971: Persia, the immortal kingdom (gemeinsam mit V.F. Minorsky und R. Sanghvi)
- 1976: L'Iran des origines à l'islam, nouvelle édition révisée et mise à jour, Paris. (фр.)
- 1977: L'Iran et la migration des Indo-Aryens et des Iraniens, Leiden
- 1979: La Tombe princière de Ziwiye et le début de l'art animalier scythe, Société iranienne pour la Conservation du Patrimoine, Paris. (фр.)